# Redlichia
Genre
Espèces de rang inférieur
- † R. noetlingi (Redlich, 1899)  (espèce type) synonyme Hoeferia noetlingi
- † R. advialis Öpik, 1970
- † R. amadeana Öpik, 1970
- † R. chinensis Walcott, 1905
- † R. creta Öpik, 1970
- † R. endoi Lu, 1950
- † R. forresti (Etheridge, 1890) synonyme Olenellus forresti[1]

- † R. guizhouensis Zhou, 1974
- † R. gumridgensis Laurie, 2004
- † R. idonea Whitehouse, 1939
- † R. lepta Öpik, 1970
- † R. petita Öpik, 1970
- † R. mayalis Öpik, 1970
- † R. micrograpta Öpik, 1970
- † R. rex Holmes et al., 2019[2]
- † Redlichia takooensis Lu, 1950[3]
- † R. venulosa (Whitehouse, 1939) synonym Mesodema venulosa
- † R. versabunda Öpik, 1970
- † R. vertumnia Öpik, 1970

Synonymes
- † Hoeferia Redlich, 1899 non Bittner, 1894
- † Mesodema Whitehouse, 1939
- † Dongshania Lin in Qiu et al., 1983
- † Spinoredlichia Liu, 1975

Redlichia est un genre fossile de trilobites de grande à très grande taille de l'ordre des Redlichiida et de la famille des redlichiidés.
Leurs fossiles sont connus dans le Cambrien inférieur et moyen de nombreux pays : Australie, Chine, Inde, Kazakhstan, Russie, Antarctique...

## Description
Les plus grandes espèces de Redlichia peuvent atteindre 35 centimètres de longueur totale, dont l'espèce australienne Redlichia rex, dont le nom d'espèce rex fait référence à sa grande taille par analogie au théropode Tyrannosaurus rex,.
Leur exosquelette est relativement aplati. La tête (céphalon) est de forme semi-circulaire avec des épines génales bien différenciées dont la longueur représente environ 1/3 de celle du trilobite. Elles s'écartent tout d'abord du thorax avant de devenir quasi pararllèles au corps de l'animal. Le thorax est constitué de 11 à 17 segments.